# Tetanocera soror
Tetanocera soror är en tvåvingeart som beskrevs av Axel Leonard Melander 1920. Tetanocera soror ingår i släktet Tetanocera och familjen kärrflugor. Inga underarter finns listade i Catalogue of Life.